# Europäischer Dachs
Der Europäische Dachs (Meles meles) ist ein Raubtier aus der Familie der Marder und eine von vier Arten der Gattung Meles, die noch bis Anfang der 2000er Jahre in einer Art zusammengefasst waren. Volkstümlich wird der Dachs auch – vor allem in der Fabel – als „Grimbart“ bezeichnet.
Das Verbreitungsgebiet erstreckt sich über ganz Europa sowie ostwärts bis zur Wolga, zum Kaukasus und bis nach Afghanistan. Dachsen in anderen Gebieten Asiens, die lange als Unterarten geführt wurden, wurde mittlerweile Artstatus zugewiesen. Der Dachs bewohnt meist hügelige, wald- und gehölzbestandene Landschaften, wo er seine umfangreichen Baue meist an Hängen anlegt. Er nutzt ein sehr breites Nahrungsspektrum, das je nach Jahreszeit mehr aus tierischer oder aus pflanzlicher Kost bestehen kann. Einen großen Anteil machen Regenwürmer aus, aber auch Insekten, Kleinsäuger, Feldfrüchte oder Beeren werden gefressen.

## Beschreibung
| 3 | · | 1 | · | 4 | · | 1 | = 38 |
| 3 | · | 1 | · | 4 | · | 2 | = 38 |

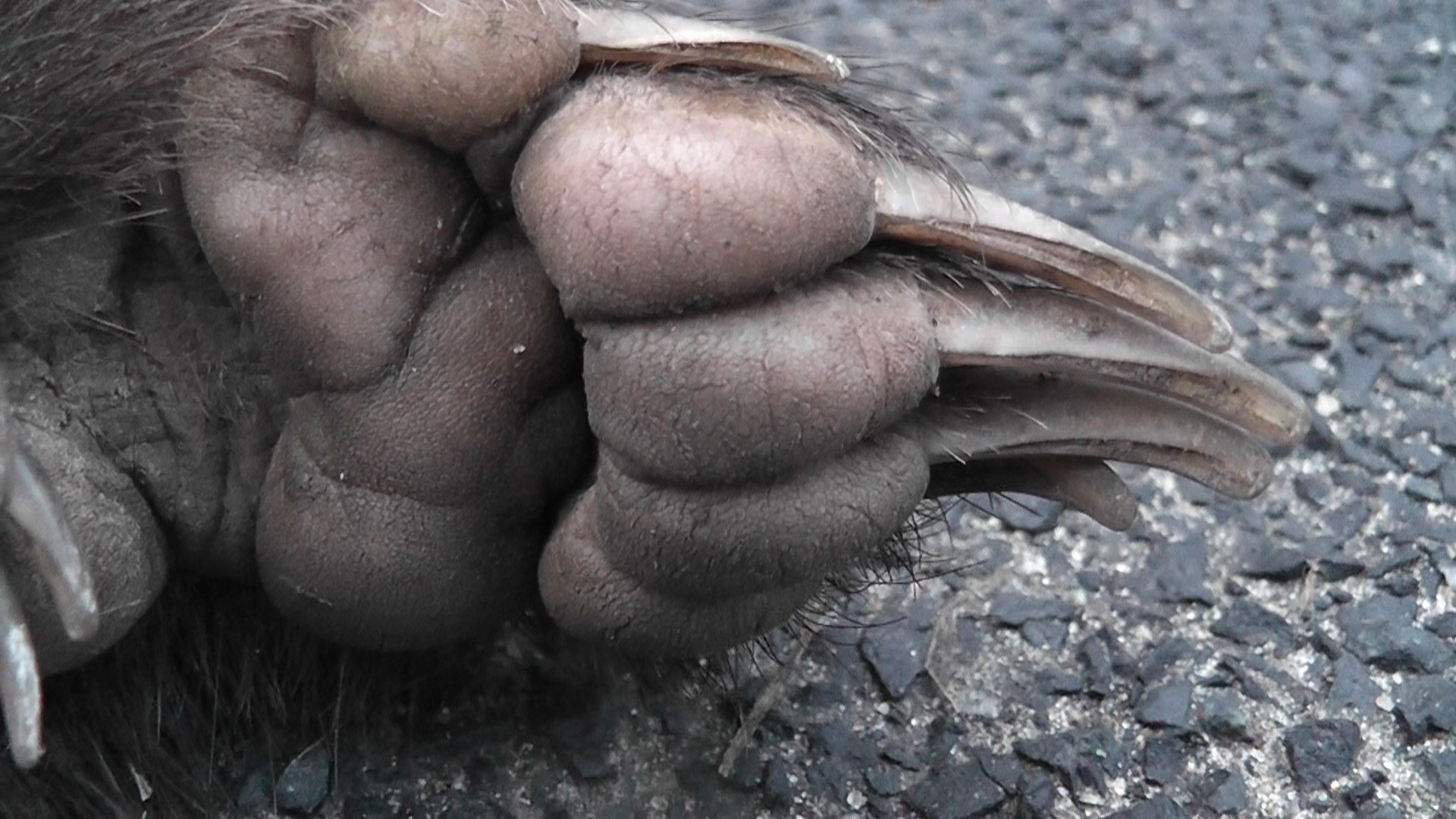
Dachspfote

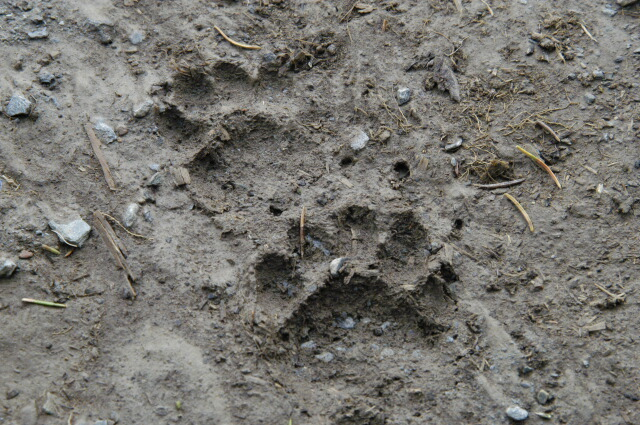
Trittsiegel eines Dachses

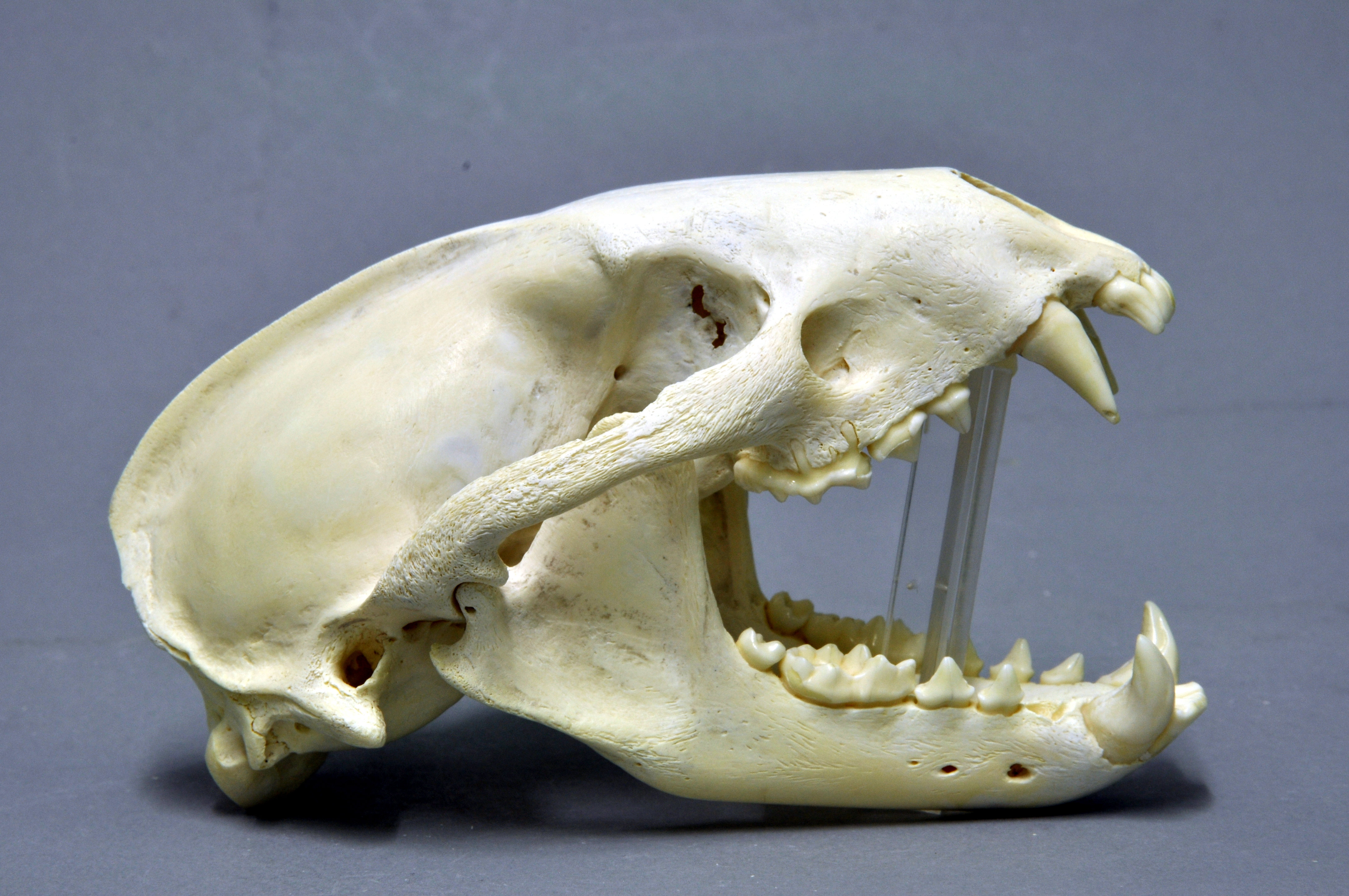
Schädel eines Dachses aus der Sammlung des Museums Wiesbaden

Der Dachs ist ein kompakter, gedrungener Erdmarder mit einem schlanken Kopf, einer rüsselartigen Schnauze und kräftigen Grabpfoten. Die Kopf-Rumpf-Länge liegt zwischen 64 und 88 cm, die Schwanzlänge zwischen 11 und 18 cm bei einer Gewichtsspanne von 7 bis 14 kg, seltener bis zu 17 kg. Weibchen sind durchschnittlich kleiner und leichter. Äußerlich unterscheiden sich die Geschlechter nur geringfügig. Männchen sind in der Regel schwerer, kräftiger gebaut mit einem breiteren, oben stärker gerundeten Schädel. Im Profil wirken die Schnauze stumpfer, der Kopf insgesamt kürzer und der Hals fülliger. Zudem ist der Schwanz oft dünner und kräftiger mit weißen Haaren durchsetzt. Das Weibchen ist schlanker mit schmalerem, oberseits flacherem Kopf.
Charakteristisch für den Dachs ist vor allem die schwarz-weiße Zeichnung des Kopfes. Dieser ist oberseits inklusive Lippen und Kinn überwiegend weiß. Von den Mundwinkeln ziehen sich jedoch zunächst gerade nach oben und dann beiderseits der Schnauze schwarze Streifen nach hinten und sich verbreiternd über die Augen und die weiß gerandeten Ohren bis in den Nacken, wo sie heller werden und in das silbrige Grau der Oberseite und der Flanken verlaufen. Die dunklen Augen sind also, ähnlich wie auch beim als eigene Gattung angesehenen Honigdachs, unauffällig in einem dunklen Streifen „maskiert“. Die Flanken können einen strohgelben Farbton aufweisen. Die einzelnen Haare der Oberseite sind hell und nur auf dem subterminalen Drittel dunkel gefärbt. Die Grannenhaare erreichen teils eine Länge bis 11, an den Flanken bis 12 cm. Die komplette Unterseite einschließlich der Kehle und der Halsunterseite ist schwarzbraun mit einem besonders bräunlichen Ton auf dem Bauch. Auf diesem und in der Leistengegend ist der Haarwuchs teils recht dünn, so dass die nackte Haut durchscheint. Dachse im ersten Jahr zeigen in der Färbung die deutlichsten Kontraste, ältere Dachse werden zunehmend heller.
Die recht kleinen Augen zeigen eine dunkelbraune Iris und runde Pupillen. Die rüsselartige Nase ragt mindestens 1,5 cm über die Unterlippe hinaus. Die Vorderpfoten tragen lange, hornfarbene und abwärts gebogene Krallen, die zum Graben gut geeignet und doppelt so lang wie die der Hinterpfoten sind. Die Art ist kein reiner Sohlengänger. Beim Auftreten liegen nur die Fingerballen und der Handballen auf dem Boden auf, während der Handwurzelballen – ähnlich wie bei den Zehengängern – denselben nicht berührt. Der bis zu 154 mm lange Schädel des Dachses ist massig und schwer und zeigt einen bis zu 16 mm hohen Scheitelkamm. Die Reißzähne der Brechschere sind wenig ausgeprägt, das Gebiss ist vorwiegend für schneidende und zermahlende Tätigkeiten ausgelegt. Die Zahnformel lautet I 3/3 – C 1/1 – P 4/4 M 1/2. Abweichungen von der üblichen Gesamtzahl von 38 Zähnen sind aber nicht ungewöhnlich, da oft die ersten Prämolaren nicht ausgebildet sind.
Wie bei allen Mustelidae finden sich bei dieser Art zwei Analbeutel und zudem zwischen Schwanzwurzel und Anus eine 2–6 cm tiefe und breite Subkaudaldrüse. Mit dem Sekret werden Territoriumsgrenzen und Materialien in Baunähe sowie Artgenossen markiert. Vermutlich werden damit Informationen über die Gruppenzugehörigkeit der Tiere übermittelt. Weibchen besitzen im Allgemeinen drei Paar Zitzen, seltener weniger oder mehr.
In Gefangenschaft können Dachse bis zu 15 Jahre alt werden.

## Verbreitung

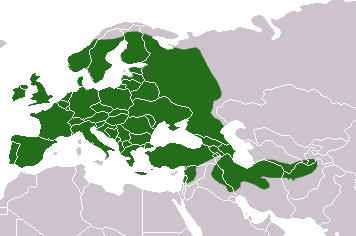
Verbreitung des Europäischen Dachses und des Transkaukasischen Dachses

Das Verbreitungsgebiet des Europäischen Dachses reicht von den Britischen Inseln und der Iberischen Halbinsel ostwärts bis zur Wolga und zum Kaukasusvorland. Die Dachspopulationen südlich des Kaukasusvorlandes und Zentralasiens werden heute zum Transkaukasischen Dachs (M. canescens) gerechnet. Vorkommenslücken gibt es in Europa auf einigen nördlicher gelegenen Britischen Inseln, den Westfriesischen Inseln, in Flandern und der italienischen Poebene. Die Nordgrenze des Areals reicht in Nordeuropa westlich der Ostsee bis etwa 65° N, östlich davon teils bis 66° N. Hier hat vermutlich zudem eine leichte Arealausdehnung nach Norden stattgefunden. Im Süden reicht die Verbreitung bis zum Mittelmeerraum, wo der Dachs auf den meisten Inseln mit Ausnahme der Balearen, Kreta und Rhodos fehlt.

## Systematik
Bis Ende der 1990er Jahre wurde der Dachs als einzige rezente Art der Gattung Meles angesehen. Neuere morphologische Untersuchungen des Baculums und der Molaren sowie Untersuchungen der mitochondrialen DNA haben aber ergeben, dass die vier bislang beschriebenen Subspeziesgruppen jeweils Artstatus verdienen. Die Art wurde daher aufgeteilt in den Europäischen Dachs (Meles meles), den Asiatischen Dachs (Meles leucurus), den Transkaukasischen Dachs (Meles canescens) und den Japanischen Dachs (Meles anakuma).

## Geografische Variation
Aufgrund der Gesamtgröße, der Schädelmaße und der Maße und Ausprägung der Molaren und des Baculums wurden zahlreiche Unterarten beschrieben, von denen heute vier anerkannt sind. Ein weiteres variierendes Merkmal ist die Färbung der Oberseite, die bei einigen Unterarten mehr ins Bräunliche spielt, sowie die der Flanken, die bei einigen Populationen stark gelblich getönt sind. Die östliche Form M. m. heptneri leitet in mehreren Merkmalen zum Asiatischen Dachs (Meles leucurus) über.
- Meles meles meles (Linnaeus, 1758; früher Ursus meles L.) – Europa bis zur Wolga und zum Ural, außer Iberische Halbinsel, Rhodos und Kreta
- Meles meles heptneri Ognev, 1931 – Nordkaukasus, Kalmückien, Wolgadelta
- Meles meles marianensis Graëlls, 1897 – Iberische Halbinsel, eventuell zählen auch die Dachse der südfranzösischen Mittelmeerküste zu dieser Form.[9]
- Meles meles milleri Baryshnikov, Puzachenko & Abramov, 2003 – südwestliches Norwegen[7]

## Lebensraum
Der Dachs besiedelt meist hügelige, reich strukturierte Landschaften mit Waldungen, Gehölzen oder Hecken. Bevorzugt werden Laubmischwälder mit einer ausgeprägten Strauchschicht. Weitgehend gemieden werden große, geschlossene Waldgebiete, reine Koniferenbestände, Dünenlandschaften und ausgedehnte Feuchtgebiete. Baue werden oft in Waldrandhabitaten und an Hängen angelegt, die oft nach Süden oder Westen hin ausgerichtet sind. Sie werden oft über Generationen hinweg genutzt. Zur Nahrungssuche werden nicht selten offene, landwirtschaftlich genutzte Flächen aufgesucht. Diese können im Umkreis von mehreren hundert Metern des Baues liegen.
Die obere Grenze der Höhenverbreitung liegt meist bei 1200–1700 m, seltener ist die Art auch noch in höheren Lagen bis 2000 m in den Alpen oder 2500 m im Kaukasus anzutreffen. Hier gibt es dann aber nur sehr selten noch Baue, es handelt sich größtenteils um Nachweise von Einzeltieren.
Zunehmend sind Dachse auch in Parks und im Randbereich von Siedlungen und Gärten zu finden.

## Ernährung
Im Unterschied zu anderen Mardern ist der Dachs kein ausgesprochener Fleischfresser, sondern nimmt überwiegend pflanzliche Kost zu sich, zu denen Wildobst, Wurzeln, Beerenobst, Samen und Pilze zählen. Als Allesfresser zählen jedoch auch kleine Tiere, wie Würmer, Schnecken, Kleinsäuger und Insekten sowie Nestlinge und Eier von bodenbrütenden Vögeln, zu seinem Nahrungsspektrum.
Bei der pflanzlichen Kost, die vor allem in Sommer und Herbst eine Rolle spielt, wird das jahreszeitliche Angebot genutzt, das aus Getreide, Mais und Feldfrüchten aller Art, Obst, Beeren, Sämereien, Wurzeln und Knollen bestehen kann. Insbesondere im Mais kann Wildschaden entstehen. In Mastjahren werden Eicheln intensiv als Nahrung genutzt.
Einen großen Anteil der tierischen Nahrung machen, neben Regenwürmern, Insekten aus, wobei insbesondere die Imagines von Hautflüglern, Larven von Mai- und Mistkäfern, Nachtfaltern sowie Laufkäfer beliebt sind. Weitere Wirbellose wie Schnecken oder Muscheln spielen eine untergeordnete Rolle. Bei den Kleinsäugern sind mit einem großen Anteil vor allem Wühlmäuse vertreten. Seltener gehören Spitzmäuse, Maulwürfe oder junge Wildkaninchen zur Beute.
Als natürliche Feinde des Igels sind Dachse in der Lage, diese mit ihren Krallen aufzurollen und zu verzehren, wobei sie ihre Schnauze in die kleine Lücke an der Bauchseite des zusammengerollten Stacheligels stecken. Daher zählen sie in Mitteleuropa neben den Uhus zu deren größten Fressfeinden.
Größere Säugetiere werden allenfalls als Aas aufgenommen. Amphibien, Reptilien oder Fische sind eher Zufallsbeute, können aber auch mancherorts einen hohen Gewichtsanteil an der Nahrung ausmachen.

## Verhalten

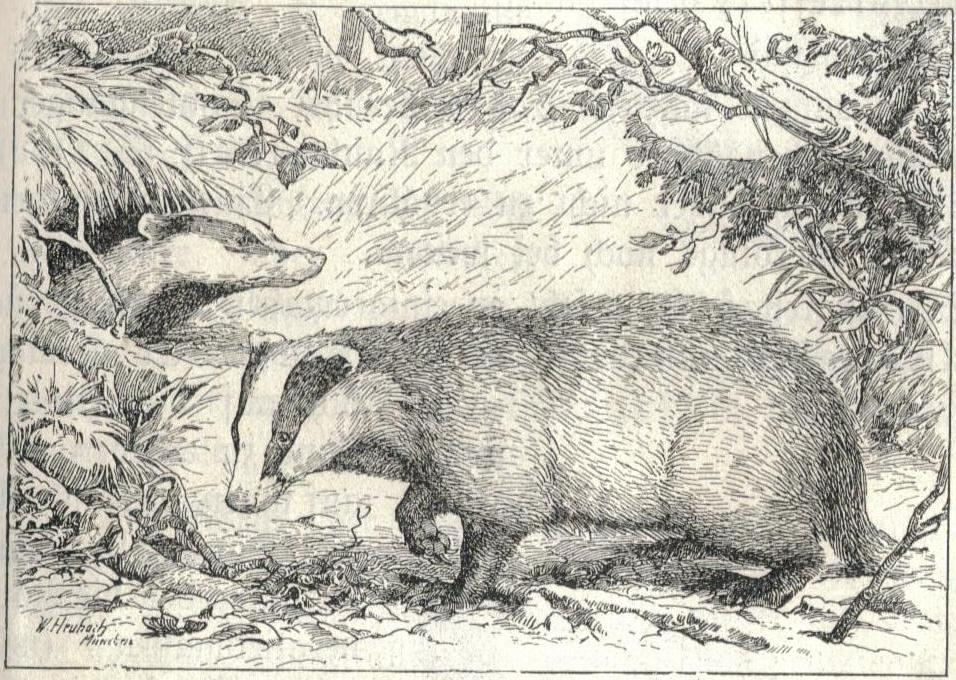
Dachse vor ihrem Bau auf einer Zeichnung von Walter Heubach

Der Dachs gräbt sich im Waldboden einen Bau, der meist größer als beim Fuchs ist. Dachsbaue können Jahrzehnte alt sein und enorme Ausmaße mit mehreren Etagen annehmen. Dachse gehen gern in die Tiefe. In etwa fünf Meter Tiefe liegt der Wohnkessel, der über zahlreiche Gänge mit der Oberfläche verbunden ist. Diese Gänge dienen der Luftzufuhr und als Ein- und Ausgänge. Im Gegensatz zum Fuchs polstert der Dachs den Kessel seines Baues mit trockenem Laub, Moos oder Farnkraut aus.
Ein Dachsbau kann über sehr lange Zeit benutzt werden. Jede Generation dehnt ihn weiter aus und fügt weitere Wohnkammern hinzu. Ein in England untersuchter Dachsbau umfasste 50 Kammern und 178 Eingänge, die durch insgesamt 879 Meter Tunnel miteinander verbunden waren. In einem bei Malchin in Mecklenburg-Vorpommern untersuchten Bau wurden mindestens 13.000 Jahre alte Knochenreste gefunden.
Die Unterscheidung eines Dachsbaues von einem Fuchsbau ist insofern einfach, als sich in der Nähe von Dachsbauen regelmäßig so genannte Dachsabtritte befinden. Der Dachs setzt seinen Kot in dafür von ihm gegrabene kleine Erdlöcher. Typisch ist auch die ausgetretene Rinne (Geschleif) am Eingang zum Bau, die in einen deutlich erkennbaren Pfad (Dachs-Pass) übergeht. Nicht selten werden die Baue auch von Fuchs und Dachs gemeinsam bewohnt.
Dachse sind meist nachtaktiv. Beim Überqueren von Straßen werden sie oft Opfer des Fahrzeugverkehrs. In den kälteren Gegenden halten sie eine Winterruhe, die je nach Wetterbedingungen mit Unterbrechungen einige Tage bis mehrere Monate dauern kann.

## Fortpflanzung
Wenn auch ein Fall von Trächtigkeit im ersten Jahr beschrieben wurde, werden weibliche Dachse vermutlich im zweiten Lebensjahr geschlechtsreif. Trächtigkeitsrate und Wurfgröße sind allerdings bei einjährigen geringer als bei mehrjährigen Tieren. Männchen erreichen die Geschlechtsreife vermutlich im Alter von 13 bis 18 Monaten.
Innerhalb eines Clans herrscht Promiskuität oder Polyandrie. Während eines Östrus kann sich ein Weibchen in Folge mit mehreren Männchen, aber auch mehrmals mit demselben Männchen paaren. Männchen verlassen den Clan manchmal auch, um Weibchen eines anderen Clans zu decken. Kopulationen sind während des ganzen Jahres zu beobachten, die meisten und am längsten andauernden aber zwischen Februar und Mai – also in der Zeit nach der Geburt der Jungen. Der Paarung gehen teilweise verschiedene Lautäußerungen, Schwanzheben und ein gegenseitiges Markieren mit den Analdrüsen voraus. Die Dauer der Kopulation variiert zwischen wenigen Minuten und bis zu einer Stunde. Meist findet sie offenbar außerhalb des Baues statt.
Wie bei einigen anderen Marderartigen auch ist beim Dachs die Tragzeit aufgrund einer Keimruhe und herausgezögerter Nidation verlängert – ein Umstand, der in der Literatur zu vielen widersprüchlichen Aussagen zu Paarungszeiten und der Länge der Tragzeit geführt hat. Ist die Eizelle befruchtet, entwickelt sie sich zunächst nur zur Blastocyste. Bis auf ein Wachstum der Zona pellucida ruht sie dann bis zum Winter. In dieser Phase vor der eigentlichen Tragzeit kommt es auch weiterhin zu Ovulationen, Östrusverhalten und Kopulationen. Weitere Blastozysten bilden sich aber anscheinend nur in seltenen Fällen. Erst zwischen Anfang Dezember und Mitte Januar nistet sich die Eizelle dann in die Gebärmutterschleimhaut ein und entwickelt sich regulär fort. Die folgende Tragzeit beträgt 45 Tage, so dass die meisten Jungen zwischen ausgehendem Winter und spätem Frühjahr geboren werden. Der Termin variiert geografisch und teils auch nach Höhenlage; in Mitteleuropa werden die meisten Jungen Anfang März geboren.
Ein Wurf besteht aus ein bis fünf, meist aber aus zwei oder drei Jungen. Bei der Geburt sind sie 120–180 mm lang, durchschnittlich zwischen 90 und 110 g schwer mit einem schütteren, weißlichen Haarkleid bedeckt und blind. Bereits nach einer Woche entwickelt das Haarkleid die zunächst noch schwache, arttypische Färbung mit schwarz-weißer Gesichtsmaske, die Augen öffnen sich erst nach vier bis fünf Wochen. Im Alter von sechs bis sieben Wochen bewegen sich die Jungen frei in den Gängen des Baues, verlassen ihn aber meist erst nach neun bis zehn Wochen das erste Mal. Mindestens zwölf Wochen werden sie gesäugt, bei Nahrungsknappheit kann sich die Säugezeit bis in den Sommer hinein ausdehnen. Das Gebiss entwickelt sich innerhalb von 15 bis 17 Wochen. Die Gewichts- und Größenzunahme erfolgt rasch und stetig bis in den Dezember hinein. Innerhalb von neun bis zehn Monaten sind die Jungen etwa so schwer wie Alttiere, erreichen jedoch noch nicht deren Wintergewicht. Ab Januar erfolgt dann meist eine Gewichtsabnahme, da die Jungen von den Fettreserven zehren.
Bis zum zweiten Lebensjahr bleiben die Jungen meist im Clan, dann beginnen sie abzuwandern. Dies geschieht häufiger bei Weibchen als bei Männchen. Einige Tiere bleiben dauerhaft bei ihrer ursprünglichen Familie.

## Erkrankungen
Aelurostrongylus falciformis ist ein Parasit und verursacht Lungenschädigungen. Außerdem können sich Dachse mit der Fuchsräude infizieren.

## Mensch und Dachs

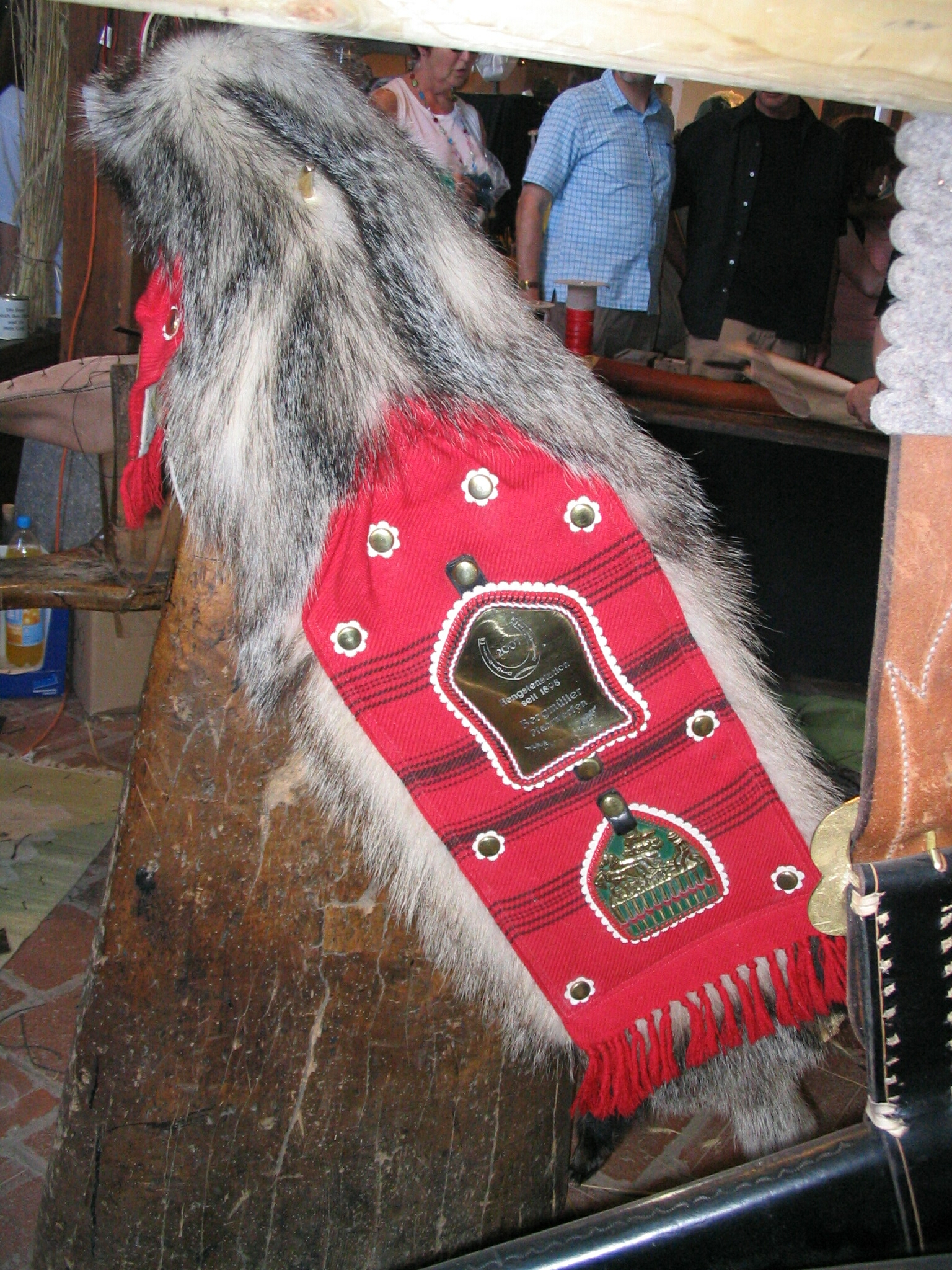
Dachsfell am Kummet (Salzkammergut)

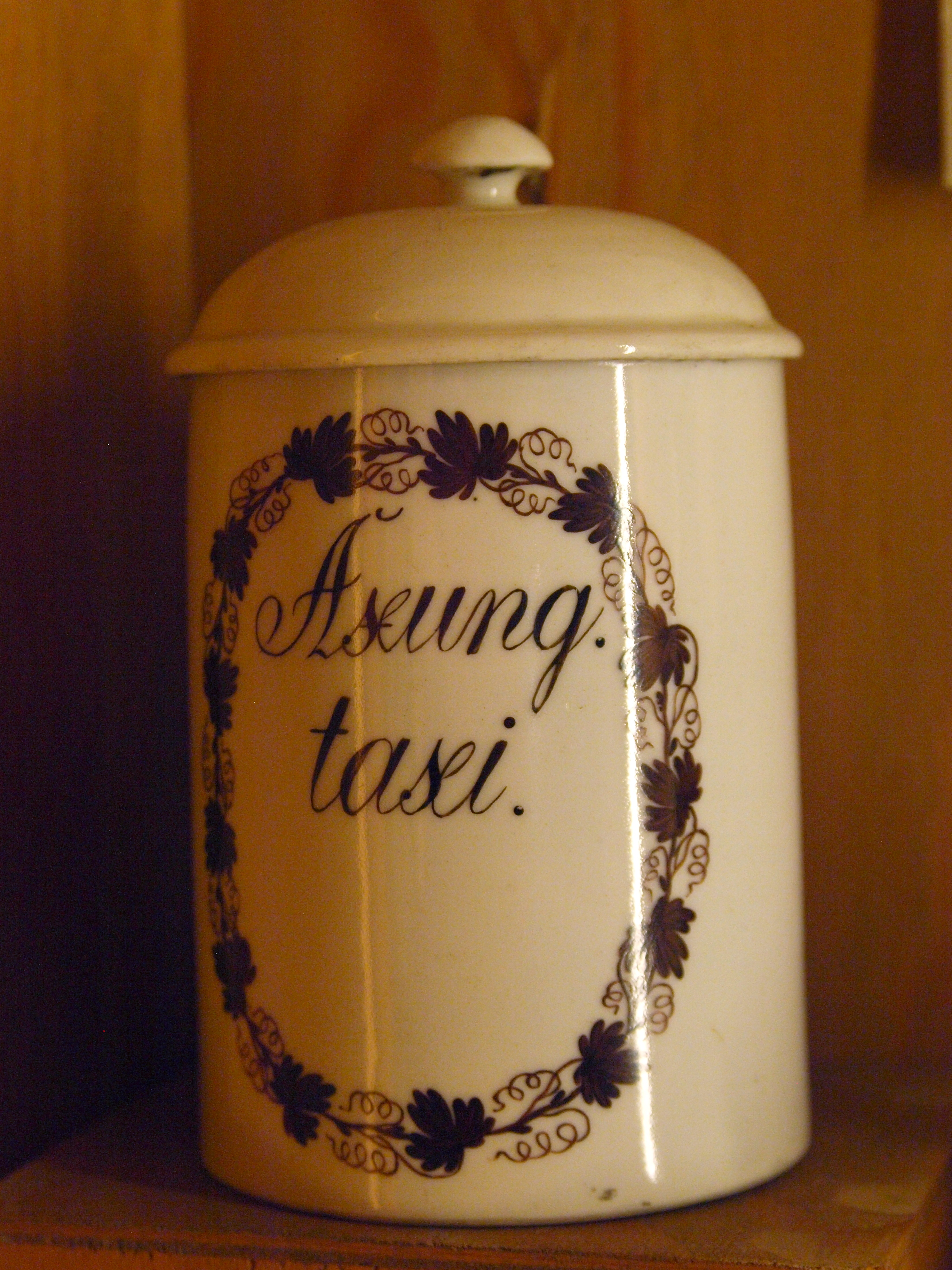
Apothekengefäß zur Aufbewahrung von Dachsfett etwa aus dem 19. Jahrhundert

### „Nützling“
Einst hatte der Dachs in vielerlei Hinsicht große Bedeutung für den Menschen, heute jedoch kaum noch. In manchen Regionen wird Dachsfleisch gegessen. Dachsfett bzw. Dachsschmalz (das ausgelassene Fett aus dem Fettgewebe des Dachses, früher auch „Dachsschmer“ genannt) war als Einreibung beispielsweise bei „Verrenkungen“ und gegen Rheumatismus in mittelalterlichen und frühneuzeitlichen Apotheken ein Standardartikel. Im Aberglauben wurden dem Dachs, einem der „elbischen Seelentiere“, apotropäische Eigenschaften zugeschrieben. Dachsfell sollte, etwa am Kummet von Zugtieren angebracht, Schadenzauber abwehren. Dachshaare wurden für Bürsten und werden noch heute für hochwertige Rasierpinsel verwendet, den sogenannten Dachszupf. Dachshaarpinsel finden in der Malerei Anwendung. Heute ist diese Verarbeitung selten geworden. Dachshaare kommen heute meist aus China. Den Hut des Jägers schmückte ein „Dachsbart“. Gezähmte Dachse konnten auch als Stöbertiere, wie Dackel, bei der Jagd eingesetzt werden.
Der Dachs war das Wildtier des Jahres 2010 in Deutschland und Österreich.

### „Schädling“
Dachsbaue können je nach Anzahl und Ausdehnung die Stabilität von Dämmen bzw. Verkehrswegen beeinträchtigen. Im Jahr 2023 wurde die Bahnstrecke von Fröndenberg nach Unna für voraussichtlich mehrere Jahre gesperrt. Nach Angabe der Bahn waren bis dahin 140 Dachsbau-Eingänge entdeckt worden, die den Damm auf elf Kilometer instabil machten. Die Reparatur kommt einem Neubau gleich.
In den Niederlanden steht der Dachs unter Schutz, was zu einer Vergrößerung der Population geführt hat. In der Folge kam es dort zu massiven Interessenkollisionen zwischen Dachs und Mensch, wo sich die Tiere in Infrastruktur-Bauten ansiedeln und diese so destabilisieren. Im März 2023 mussten aus diesem Grund zwei Bahnstrecken vorübergehend für den Betrieb gesperrt werden, weil die Bahndämme instabil zu werden drohten, darunter die Hauptstrecke Breda–Eindhoven.
Dachse sind als Überträger der Rinder-Tuberkulose veterinärmedizinisch vor allem auf den britischen Inseln von Bedeutung. In England wurde im Juni 2013 aufgrund des starken Anstiegs der Tuberkulose-Fälle bei Rindern ein Programm zur Dezimierung des Dachsbestandes durch Bejagung begonnen, das allerdings auf den Protest von Tierschützern stieß. Die gezielte Bejagung sollte vor allem in den Grafschaften Somerset, Gloucestershire, Worcestershire, Herefordshire und Dorset stattfinden. In Wales wird versucht, dieses Problem durch Impfungen von Dachsen zu lösen.

### Bejagung
Die massenhafte, behördlich angeordnete Begasung von Rotfuchsbauen hat in Deutschland bis in die 1970er-Jahre zu einem dramatischen Bestandsrückgang des Dachses geführt. Inzwischen erholten sich die Bestände wieder und der Dachs ist stellenweise wieder recht häufig anzutreffen. So gelten in den meisten Bundesländern inzwischen, vom Bundesjagdgesetz z. T. abweichende, unterschiedliche Jagdzeiten. Dabei argumentierten Jäger mit der Schädlichkeit des Dachses für das Niederwild. Allerdings gelingt es dem Jäger nur selten, den nachtaktiven und aufmerksamen Dachs während der kurzen Jagdzeit zu schießen. Häufig wird der Dachs durch Fallenjagd bejagt. Die Jagdstrecke stieg in den letzten Jahren kontinuierlich und lag bereits 2009 wieder bei über 50.000 Tieren. Nimmt man die Jagdstatistik zur Grundlage, scheinen innerhalb Deutschlands starke Unterschiede vorzuliegen und Süddeutschland mit Abstand die größte Population zu besitzen. Der jährliche Abschuss in Bayern und Baden-Württemberg machte insgesamt in den letzten fünf Jagdjahren unverändert jeweils 42 Prozent der gesamten deutschen Jagdstrecke aus. Diese lag 2015/16 bei etwa 71.100 Individuen. In den Neuen Bundesländern lag der Anteil mit insgesamt 15.700 Tieren bei 22 Prozent der Gesamtstrecke und damit noch unter der Strecke von Bayern mit 18.700 Dachsen. Die österreichische Jagdstrecke betrug 2015/16 etwa 8.000 Dachse und die Schweizer Strecke lag bei 3.500 Tieren. In der Jägersprache wird der Dachs „Schmalzmann“ genannt.

## Etymologie
Das Wort Dachs kommt vom mittelhochdeutschen/althochdeutschen dahs, wohl von germanisch θahsu (verwandt mit spätlateinisch taxus/taxo und mittellateinisch daxus) aus dem indogermanischen Wortstamm taks (bauen) bzw. teks (zimmern). Das Tier kann somit nach seiner Baukunst benannt worden sein (Vergleiche auch altindisch táksati „zimmert, verfertigt“, táksan „Zimmermann“, und griechisch tékton „Zimmermann“).
Der Begriff junger Dachs ist eine veraltete umgangssprachliche Bezeichnung für einen unerfahrenen, jungen Mann. Der Frechdachs hat vermutlich nichts mit dem Dachs zu tun, siehe dazu Frechheit #Frechdachs.

## Philatelistisches
Mit dem Erstausgabetag 7. April 2022 gab die Deutsche Post AG ein Postwertzeichen in der Serie Junge Wildtiere mit dem Abbild eines Dachses im Nennwert von 85 Eurocent heraus. Der Entwurf stammt von der Grafikerin Jennifer Dengler aus Bonn.
Bereits am 2. Februar 1968 hatte die Deutsche Bundespost eine Zuschlagsmarke zu 30 Pfennig aus der Reihe Bedrohte Tiere mit gleichem Motiv an den Schaltern.